# Фукасаку, Кэнта
Кэнта Фукасаку (яп. 深作 健太 Фукасаку Кэнта, 15 сентября 1972; Токио, Япония) — японский кинорежиссёр и сценарист. Сын кинорежиссёра Киндзи Фукасаку и актрисы Санаё Накахары.

## Биография
Свой первый сценарий написал к культовому фильму «Королевская битва», режиссёром которого был его отец Киндзи Фукасаку. После смерти отца написал сценарий к продолжению фильма «Королевская битва 2». Фильм был выпущен в Японии зимой 2003 года.
В 2005 году Кэнта Фукасаку стал режиссёром фильма Под той же самой луной (яп. 同じツキみている Онадзи цуки о митэиру), где играл главный герой фильма «Королевская битва» Таро Ямамото. Он также режиссировал фильм ужасов «X-Cross».

## Фильмография

### Киносценарист
- Королевская битва (2000)
- Королевская битва 2 (2003)

### Режиссёр
- Королевская битва 2 (2003)
- Под той же самой луной (2005)
- Девочка-полицейский Йо-йо (2006)
- X-Cross (2007)
- Чёрная крыса (2010)
- Мы не можем изменить мир. Но мы хотим построить школу в Камбодже (2011)